# Ebenezer Magoffin
Ebenezer "Ben" Magoffin (1817-1865) est un officier confédéré dans la Guerre de Sécession qui porte la commission de colonel de la garde d'État du Missouri et devint une figure prééminente dans la première phase de la guerre dans le Missouri.  Il est condamné à mort par une commission militaire de l'armée de l'Union en 1862, mais est épargné après que le gouverneur du Kentucky Beriah Magoffin, son frère, ait plaidé pour lui auprès d'Abraham Lincoln. 

## Jeunesse
Ebenezer Magoffin est né à Harrodsburg, Kentucky de Beriah Magoffin, Sr., et Jane (McAfee) Magoffin.  Parmi ses frères et sœurs, se trouvent le gouverneur du Kentucky Beriah Magoffin et James Wiley Magoffin (1799–1868), un consul américain au Mexique. Le 12 juillet 1836, il épouse Margaret Ann Hutchison (1820-1861). Le couple donne naissance à neuf enfants. Vers 1856, il déménage avec sa famille dans le comté de Boone, Missouri, puis achète 2 160 acres dans le comté de Pettis, Missouri pour 16 000 $. Il nomme la nouvelle ferme Prairie Lea .  

## Guerre de Sécession
En mai 1861, Ebenezer Magoffin se présente au gouverneur du Missouri Claiborne F. Jackson et reçoit l'instruction de lever un régiment de cavalerie pour la garde d'État du Missouri. Le régiment participe à la bataille de Boonville sous le commandement du major Thomas E. Staples pendant que Magoffin reste à sa ferme. Il mène son régiment dans la bataille de Carthage où il est assistant du gouverneur Jackson. Magoffin lève un autre régiment pour le général Price à la demande de Jackson, dont il fut élu colonel. Le régiment, composé de trois compagnies, est rassemblé à Prairie Lea et laissé sous le commandement du colonel Edwin Williamson Price, fils aîné du général Price.  
Le 29 août 1861, Ebenezer est appréhendé à Georgetown, comté de Pettis, Missouri par le colonel. Henry M. Day de la première cavalerie de l'Illinois, après une fusillade qui a coûté la vie au sergent George W. Glasgow. il est placé en état d'arrestation à Lexington. Après la bataille de Lexington, Magoffin est échangé contre l'ancien gouverneur du Missouri Austin A. King et revient rejoindre l'armée de Price.  
En décembre 1861, il demande et reçoit un laissez-passer de 10 jours du colonel Frederick Steele, de l'armée de l'Union de l'Ouest pour voir sa femme mourante. Les autorités militaires de l'Union supposent que Magoffin avait demandé et obtenu une libération conditionnelle.  À son retour de Prairie Lea, Magoffin est fait prisonnier avec ses deux fils, Elijah H.Magoffin, 24 ans, et Beriah Magoffin, 19 ans, à Milford, Johnson County, Missouri alors qu'il voyageait avec un détachement de troupes confédérées du colonel F.S. Robertson.  
Sur ordre du général de l'Union Henry W. Halleck, commandant le département du Missouri, Ebenezer Magoffin est amené à Saint-Louis et accusé du meurtre du sergent Glasgow à Georgetown en août 1861 et de la violation de sa prétendue libération conditionnelle après avoir rejoint les confédérés. 

## Évasion
Magoffin est condamné à mort le 20 février 1862 par une commission militaire dirigée par le général David S. Stanley, qui l'absout des accusations de meurtre, mais le reconnait coupable d'avoir violé sa libération conditionnelle,. Son frère, le gouverneur du Kentucky à l'époque, envoie une lettre au président Lincoln pour demander la clémence. Lincoln suspend la peine en attendant la révision, mais Magoffin s'échappe de la prison d'Alton, où il avait été enfermé, le 25 juillet 1862. Les fils de Magoffin, Elijah H. Magoffin et Beriah Magoffin contribuent à creuser en vingt jours un tunnel de près de 20 mètres de long pour l'évasion. Au total, 36 prisonniers confédérés s'évadent à cette occasion,. 

## Vie ultérieure
Les Magoffin vont en Arkansas où ils servent sous le général Shelby. Elijah Magoffin est promu lieutenant-colonel en juillet 1864.  
Selon les rapports, Ebenezer Magoffin est poignardé à mort en 1865 alors qu'il tente de rompre une bagarre dans un bar.  Son fils, Elijah Magoffin, retrace le tueur jusqu'au Texas et le pend pour venger la mort de son père.  

## Voir également